# Шиченга (приток Сямжены)
Шиченга (Шминга) — река в Вологодской области России. Протекает по территории Сямженского района. Впадает в реку Сямжену в 34 км от её устья по правому берегу. Длина реки составляет 49 км.
Шиченга вытекает из восточной части Шиченгского озера, в верхнем течении петляет по Шиченгским болотам, окружающим озеро. В болотах принимает справа один из крупнейших притоков — Нишму, после чего начинает течь на северо-запад. После впадения ещё одного крупного притока — Бохтюги резко поворачивает на юго-запад, впадает в Сямжену в 8 км к востоку от Сямжи. Всё течение реки проходит по ненаселённому, временами заболоченному лесу. Течение слабое, русло чрезвычайно извилистое, исток и устье Шиченги отделяют по прямой 12 км, при том, что общая длина реки — 49 км.

## Данные водного реестра
По данным государственного водного реестра России относится к Двинско-Печорскому бассейновому округу, водохозяйственный участок реки — озеро Кубенское и реки Сухона от истока до Кубенского гидроузла, речной подбассейн реки — Сухона. Речной бассейн реки — Северная Двина.
Код объекта в государственном водном реестре — 03020100112103000005733.

### Притоки (км от устья)
- Половинница (пр)
- 17 км — река Бохтюга (пр)
- 27 км — река Павловица (пр)
- Войдуш (пр)
- 35 км — река Нишма (пр)